# Uruguay (departement)
Uruguay is een departement in de Argentijnse provincie Entre Ríos. Het departement (Spaans: departamento) heeft een oppervlakte van 5.855 km² en telt 94.070 inwoners. Analfabetisme is 2,1% in 2001.

## Plaatsen in departement Uruguay
- Arroyo Gená
- Basavilbaso
- Caseros
- Colonia Elía
- Concepción del Uruguay
- Estación Líbaros
- Herrera
- Las Moscas
- Los Ceibos
- Primero de Mayo
- Pronunciamiento
- Rocamora
- San Cipriano
- San Justo
- San Marcial
- Santa Ana
- Santa Anita
- Villa Mantero